# Hans Heyerdahl
Pour les articles homonymes, voir Heyerdahl.
Hans Olaf Halvor Heyerdahl, né le 8 juillet 1857 à Smedjebacken en Suède, et mort le 10 octobre 1913 à Christiania (aujourd'hui Oslo), est un peintre norvégien réaliste.

## Biographie
Il était le fils de Halvor Heyerdahl (1825-1900), un ingénieur éminent. En 1859, la famille s'installe à Drammen, où son père prend les fonctions conjointes d'ingénieur municipal et de chef des pompiers. Il a commencé son éducation avec l'intention de suivre les traces de son père, mais a vite découvert qu'il était plus attiré par le dessin et l'art

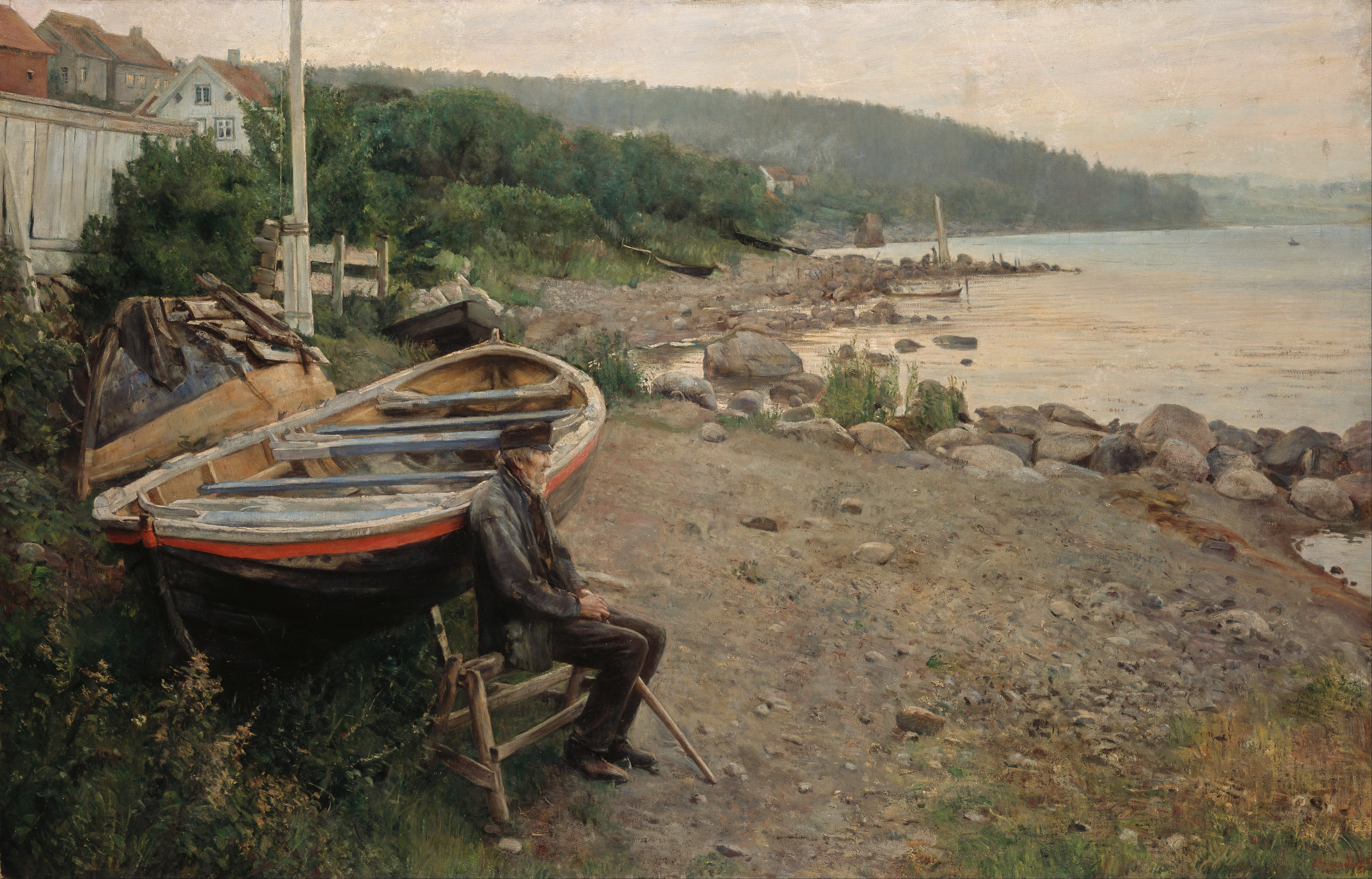
Vue de Åsgårdstrand

En 1873, il entra à l'Académie nationale norvégienne de l'artisanat et de l'industrie artistique et étudia sous la direction de Peder C. Thurmann, un paysagiste formé à Düsseldorf. L'année suivante, il s'inscrit à l'Académie des Beaux-Arts de Munich, où ses professeurs sont  Wilhelm von Lindenschmit le Jeune et Ludwig von Löfftz, qui l'encourage à s'orienter des paysages vers la peinture historique et aux portraits
De 1878 à 1882, il vit à Paris et remporte une troisième médaille à l'Exposition Universelle pour sa peinture de l'expulsion d'Adam et Ève du Paradis, achevée en 1877 sous la direction de Wilhelm Lindenschmit (1829-95). Il a fait ses débuts au Salon de 1879, avec un portrait du compositeur Johan Svendsen. Alors qu'il est à Paris, il entre sous l'influence de Léon Bonnat et se lance dans la peinture en plein-air. En 1881, son œuvre "Det døende barn" (L'enfant mourant) remporte le Grand Prix du Florence au Salon, ce qui lui permet de passer deux ans à étudier en Italie
Après avoir terminé ses études, il retourne en Norvège et s'installe à Christiania (Oslo), où il donne des cours privés d'art pour soutenir son atelier. Ses étés ont été consacrés à la peinture à Åsgårdstrand, où il a inspiré Edvard Munch, qui venait de commencer sa carrière. En plus de ses paysages, il réalise des scènes de l'histoire norvégienne et plusieurs portraits de personnages importants, dont Frits Thaulow (1885), Knut Hamsun (1893) et Henrik Ibsen (1894).
Après 1900, il passe encore six ans à Paris, où ses peintures prennent un ton plus mélancolique. En 1904, il fut nommé Chevalier de l'Ordre de Saint-Olav

## Sélection de peintures

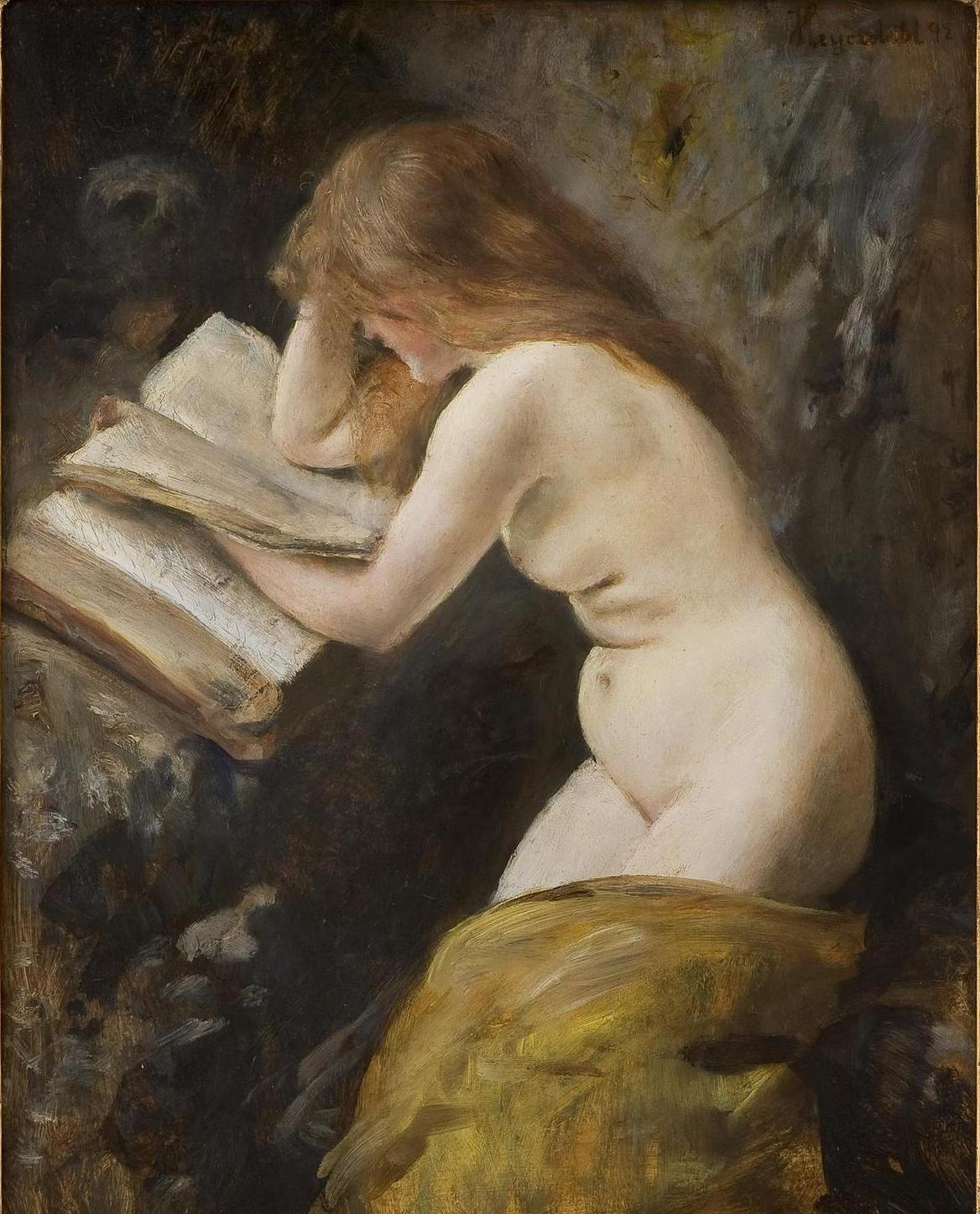
Maria Magdalena (1882)
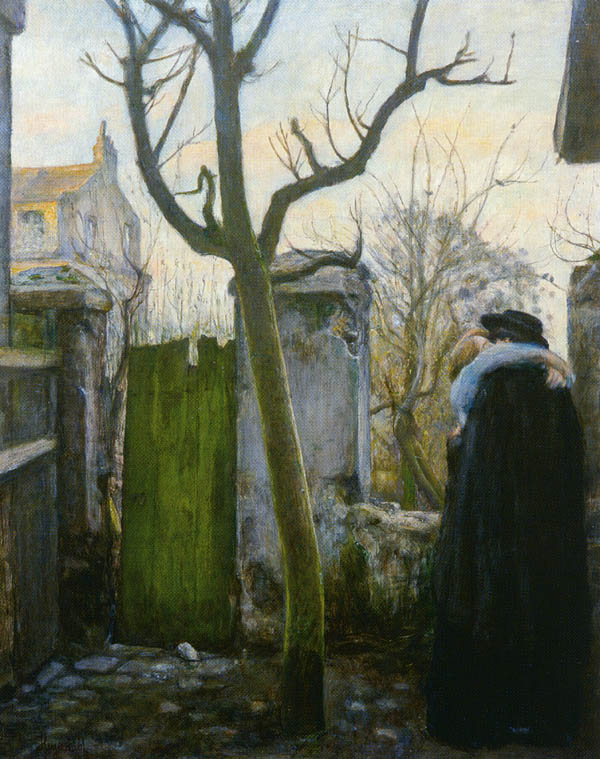
Idylle (1906)
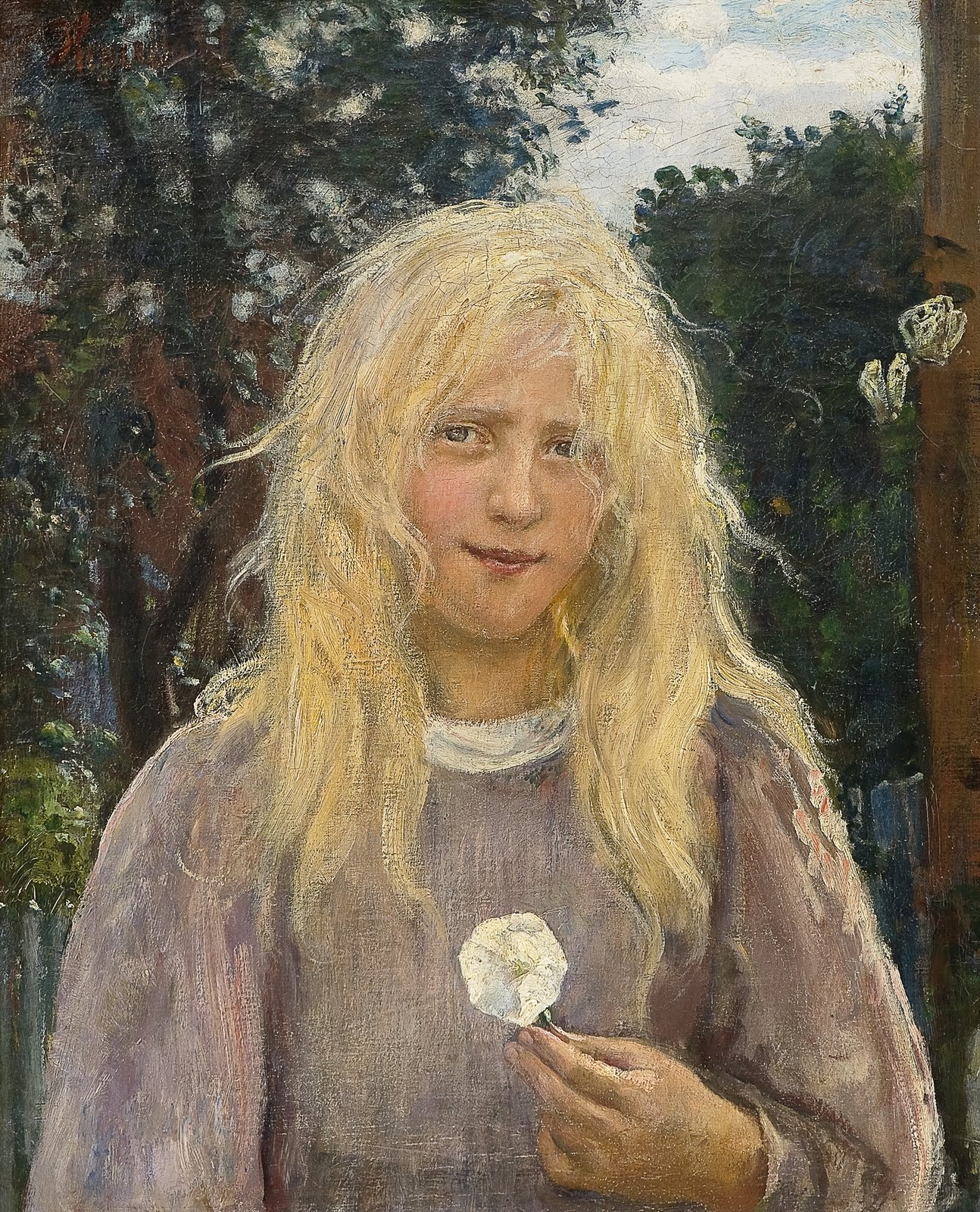
La fille aux cheveux en lin (c.1890)
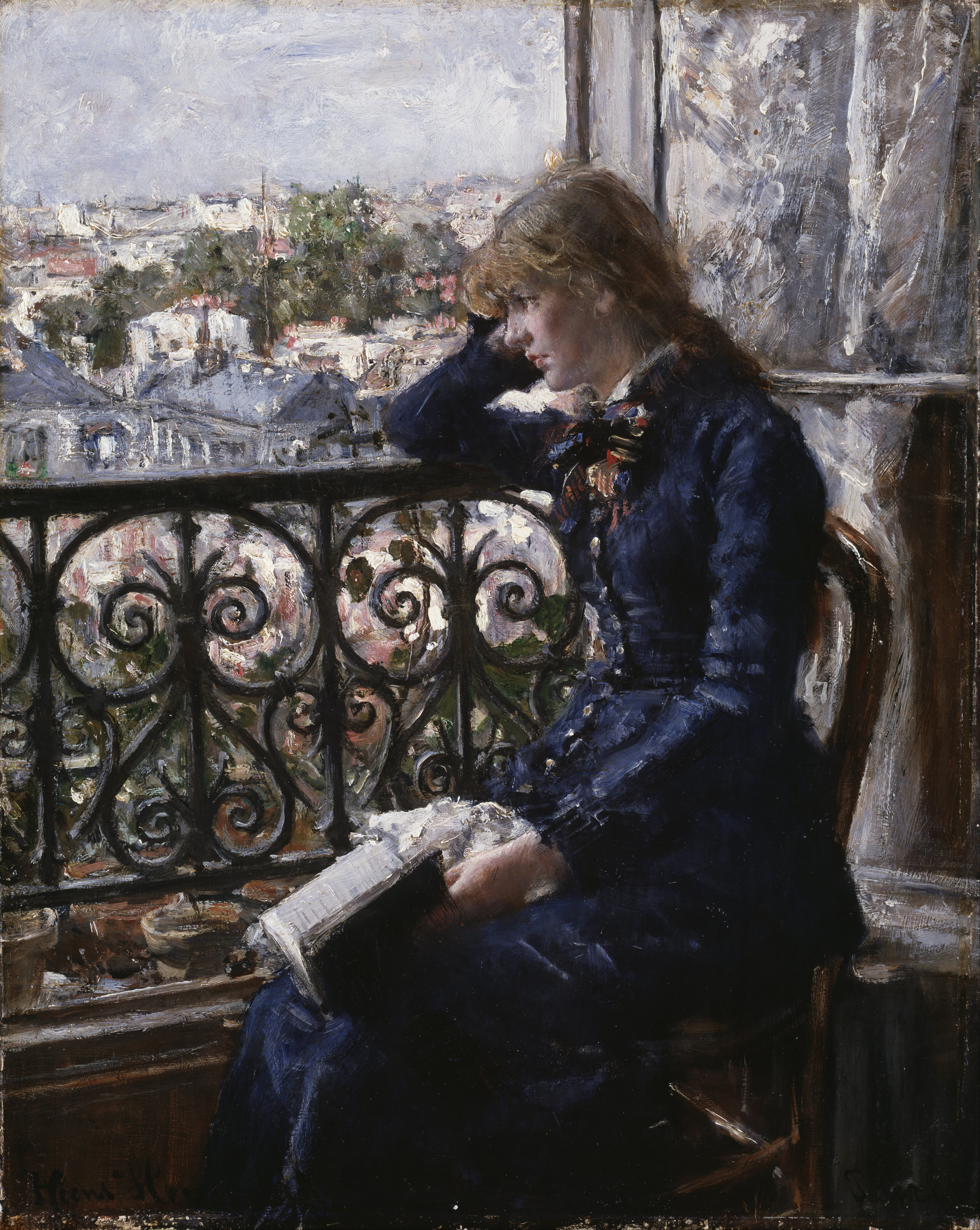
À la fenêtre (1881)